# دوبژنگوو فابرچنه
دوبژنگوو فابرچنه (به لهستانی:  Dobrzyniewo Fabryczne) یک روستا در لهستان است که در گمینا دوبژنگوو دوژه واقع شده‌است.